# 大衛·加拉徹
大衛·加拉徹（英語：David Lee Gallagher，1985年2月9日—）是美國的一位演員。

## 生平
他在2歲時就是一位童星，曾經獲得過五次青年藝人獎提名，並且獲得過青年藝人獎。